# 深圳中学
深圳中学（英語：Shenzhen Middle School），简称深中或SMS，是中華人民共和國广东省深圳市的一所公立完全中学。深圳中学下设有位于罗湖区的初中部和高中部（高中部分为新校区泥岗校区和老校区东门校区），以及位于深汕特别合作区的高中园。初中部占地2.2万平方米，泥岗校区占地10.3万平方米，东门校区占地7.6万平方米，高中园占地30.6万平方米。
深圳中学创办于1947年，前身为私立深圳初级中学，新中国成立后更名为宝安县第二初级中学，1955年开设高中，1958年更名为深圳中学。深圳经济特区建立后，深圳中学于1983年6月被评为全市首个省重点中学，1993年11月被评为广东省首批一级学校。2020年9月1日，新校区泥岗校区正式启用。2024年9月1日，深圳中学高中园正式投入使用。
深圳中学高中部被认为是深圳“四大名校”之首，国内和国际办学成绩优异。深圳中学高中部、初中部和高中园亦与深圳亚迪学校、万科梅沙书苑等13所附属学校共同组成“深圳中学教育共同体”。

## 历史沿革

### 民国时期
1947年9月，深圳中学前身私立深圳初级中学于宝安县水贝、向西、湖贝三村张氏雍睦堂原私立深圳小学的基础上开始筹办，每村推举4人组成筹备董事会，并向宝安县政府呈交申请书。1948年7月，广东省教育厅下达批文准许办学，同年9月私立深圳初级中学正式开学，校址位于养生街四巷10号。首届招收初一级两个班，共100名学生，7名教职工。:642:219

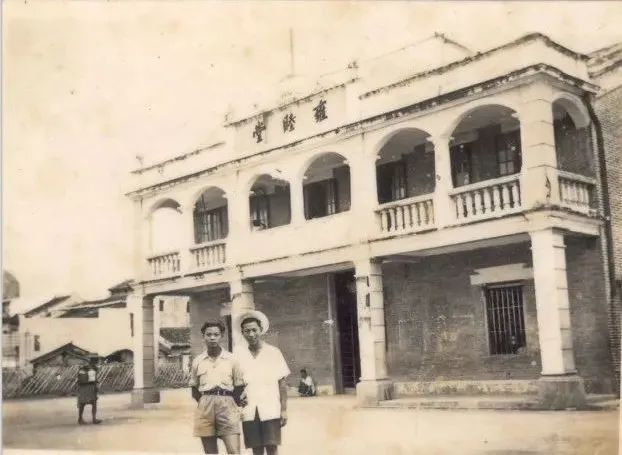
20世纪50年代的雍睦堂

### 建国后至深圳特区建立前
1949年中華人民共和國成立后，宝安县人民政府接管私立深圳初级中学，并于1950年将其改名为宝安县第二初级中学:642:277。当时学校在雍睦堂的校舍只有两层楼，共四个教室。1955年，宝安县第二初级中学迁入位于晒布岭的新校址（今东门校区），更名为宝安中学并开始设高中。1958年，宝安中学更名为深圳中学。
1958年大跃进开始，深圳中学掀起“勤工俭学”活动，开设校办工厂、农场等。1962年后，为贯彻中共中央提出的八字方针，工厂和农场多数停办:657-658:279-280。1963年，原宝安县观澜中学高中部并入深圳中学:642。
1966年文化大革命爆发，深圳中学学生停课，成立红卫兵组织，开展全国大串联，校内贴满大字报，教师也不断被批斗，教学秩序陷入混乱。1968年工宣队等进驻学校，深圳中学由公社直接领导，实行体制下放:642:309-312。1969年宝安县中小学又掀起办厂热潮，深圳中学学生建起水力发电站、电镀小工厂、中草药厂等。由于效益差，文革后办厂活动陆续停止:657-658。文化大革命结束后，深圳中学开始进行整顿，并先后将初高中二年学制恢复为三年制:649。1978年，深圳中学被确立为宝安县重点中学:642:360。到1979年，深圳中学共有20个班，学生1,033人，教职工100人。

### 深圳特区建立后
1983年6月，经广东省人民政府批准，深圳中学被定为深圳市首个省重点中学。1984年，深圳中学进行了全面改造拆建，建起六层教学大楼、三层半图书馆、实验大楼等十多座楼房，校园占地面积接近8万平方米。1988年11月，时任国家副主席王震来校视察。1994年，深圳中学被评为首批广东省一级学校。1998年，原洪湖中学正式并入深圳中学，其校址成为深圳中学初中部。2004年，深圳中学被定为“国家新课改样板校”。2007年12月，通过广东省国家级示范性高中评估。
2020年9月1日，深圳中学新校区泥岗校区正式启用，招生规模也大幅扩张。其中高一、高二以及高三国际方向学生在泥岗校区就读，高三高考方向学生在东门校区就读。东门校区西校区移交至深圳小学，作为深圳小学北校区使用。2021年11月，深圳市教育局宣布位于深汕特别合作区的高中园命名为深圳中学高中园，并交由其负责办学。2024年9月1日，深圳中学高中园正式投入使用。

## 教学情况

### 教学改革
2002年，王铮由北大附中的副校长兼深圳南山分校校长转任为深圳中学校长。同年，深圳中学开始了对新课程方案改革的探索。2003年9月开始，深圳中学尝试将教学班与行政班脱钩，取消了班主任和班级制并代之以导师制。另外，学生的权利也得到大大加强。学生会被定义为学生自治机构，鼎盛时期全体学生的三分之一是其会员。
王铮所进行的改革产生了很大的争论，一些教师批评其改革纵容了学生，一些家长认为改革严重影响了学生高考成绩。而一些已毕业的学生则认为，改革之后的教育模式使他们明白了作为一个公民的权利和义务，是公民意识启蒙。当时的教育业界和社会也将王铮的改革视为公民教育实验。
2010年4月，王铮返回北大附中出任校长。同年，王占宝接任深圳中学校长，到任后他也进行了一系列改革，主张“建设学术性高中，培养创新型人才”。学校恢复了班主任和班级制，走课的课程也相应减少。起初，他所进行的改革被部分学生批评为“应试教育复辟”，但深圳中学高考重点本科上线率有所提升。

## 建筑格局

### 高中部

#### 泥岗校区

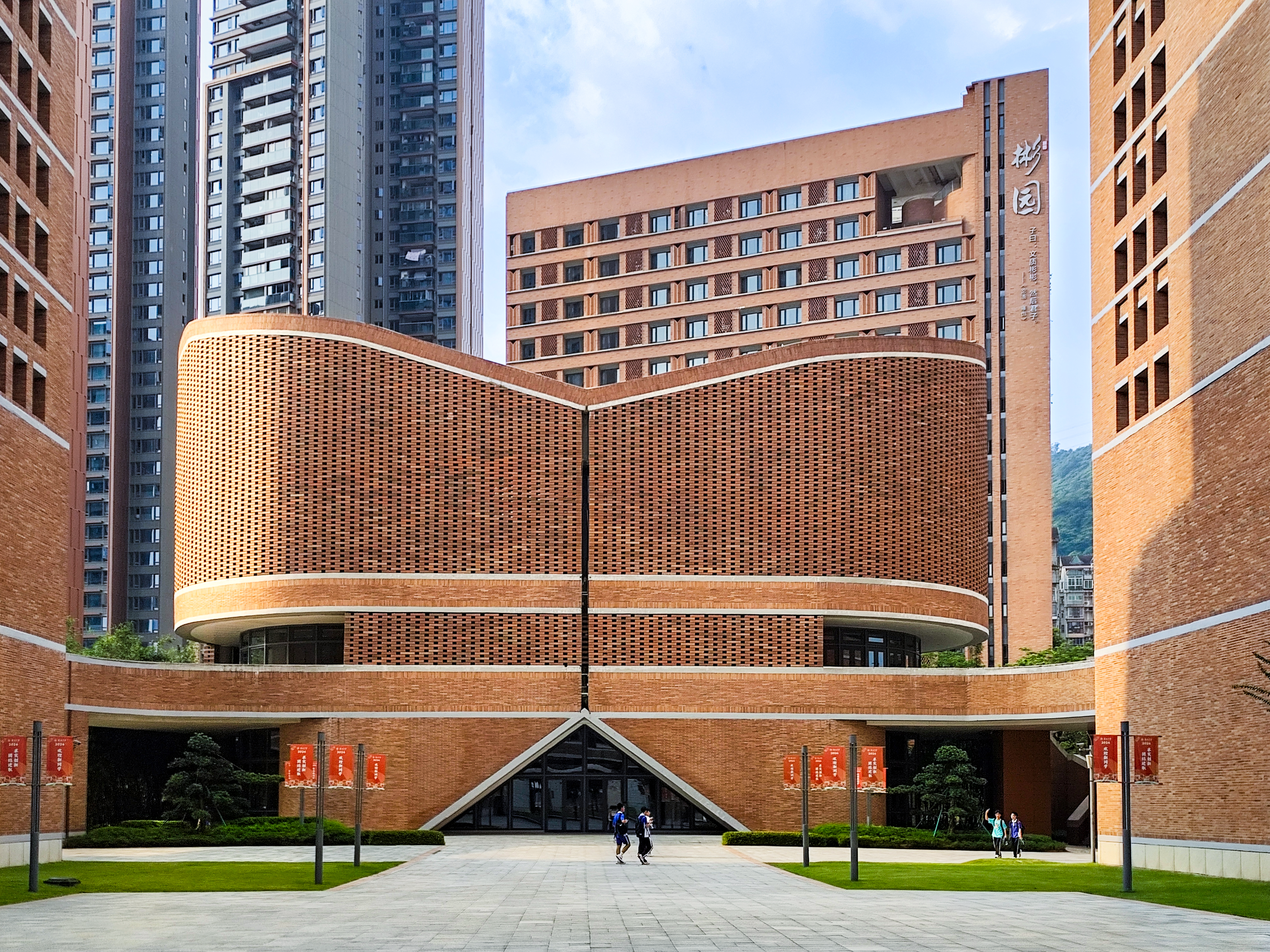
泥岗校区Steam中心和后方的彬园宿舍楼，摄于2024年

泥岗校区原为深圳信息职业技术学院（更早为深圳市教育学院，深圳市工业学校）校址，于2012年移交至深圳中学。曾短暂作为深圳外国语学校初中部临时校址使用。
2020年9月，在经过几年的拆除及重建后，泥岗校区正式启用，成为高一及高二部。
泥岗校区占地面积为10.3万平方米，总建筑面积为17万平方米，办学规模为75个班，提供3750个全寄宿制高中学位。泥岗校区借鉴斯坦福大学、清华大学等高校的建筑风格，按照“一心两轴三区”的规划，将校园分为教学区、运动区及生活区。
教学区共有4栋教学楼，分别为立心楼、成德楼、斯善楼、勤志楼，4栋教学楼采用U字形围合布局，建筑之间相互连通。

#### 东门校区

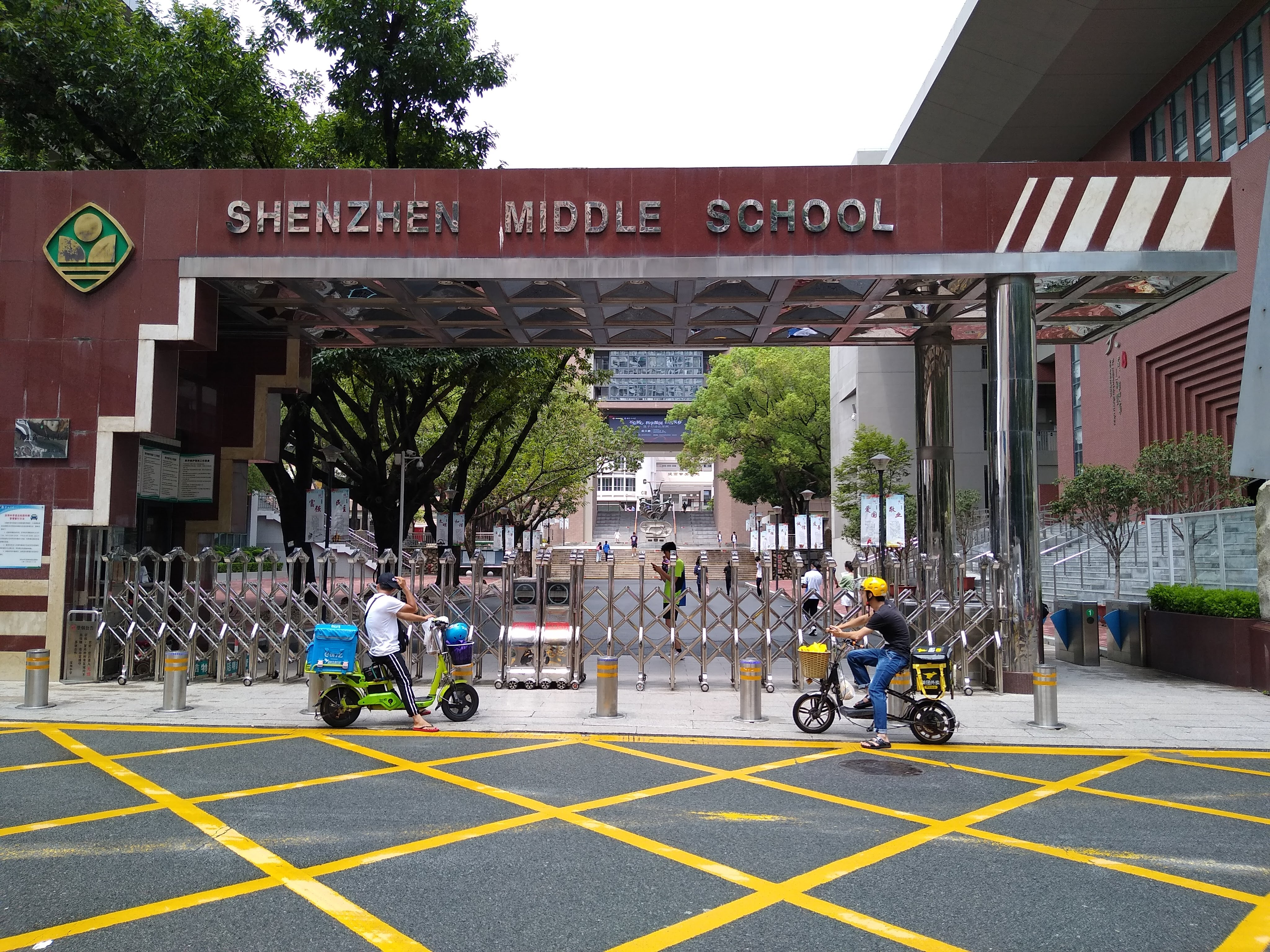
东门校区正门，摄于2022年

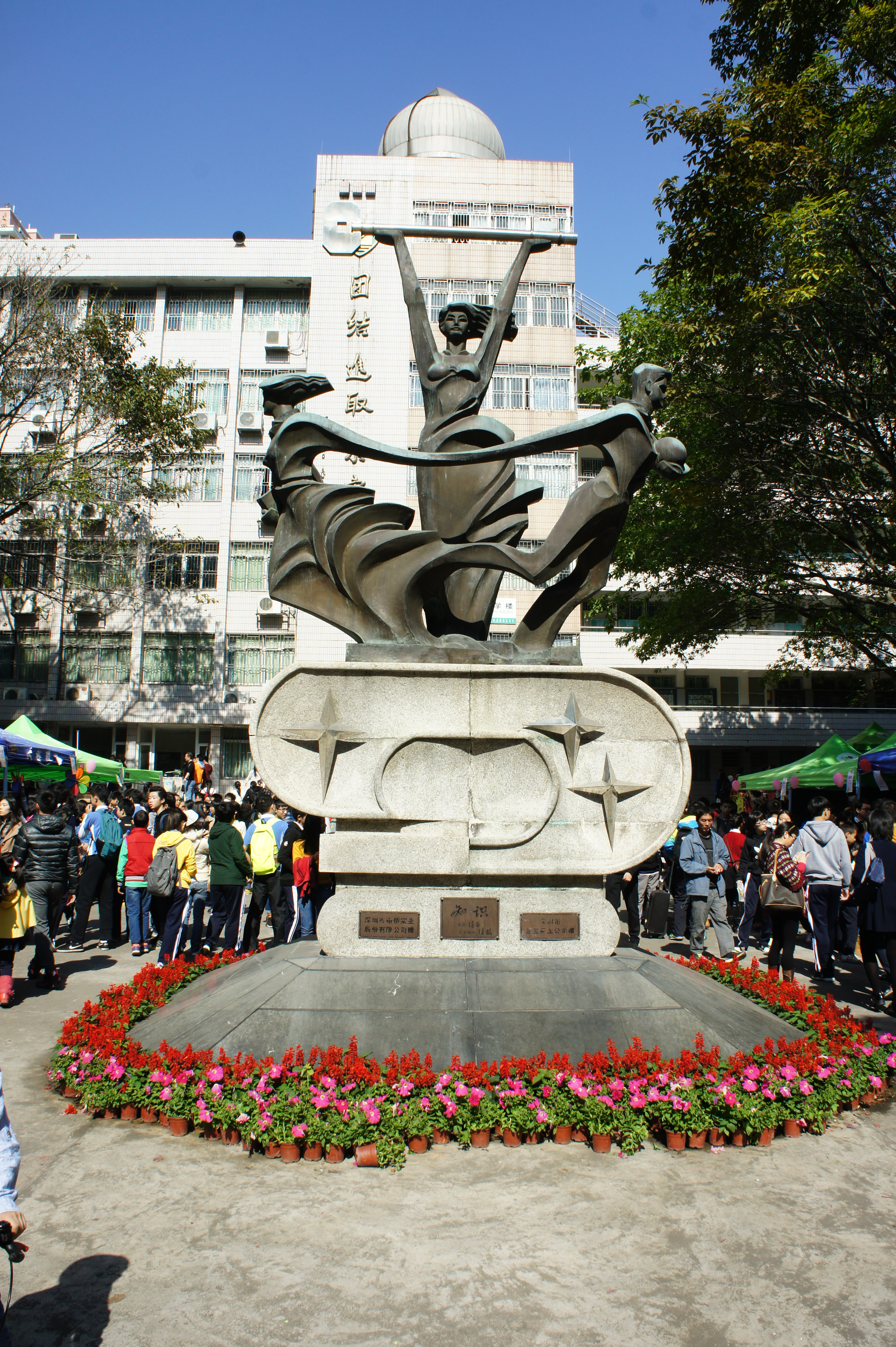
东门校区“知识”雕像，摄于2015年

深圳中学东门校区位于深圳市罗湖区深中街与人民路交接处，分为人民路东侧校区和人民路西侧体育场两个校区（亦统称作晒布路校区）。学校主入口设在学校南侧的深中街东端，深中街对面为晒布路小区，学校东侧紧邻居民区。

##### 东校区现存建筑
- 成美楼（艺术楼）原址为旧办公楼（A楼）。作为深圳中学总体改造二期工程的一部分[36]，于2015年完工。成美楼占地面积2609㎡，建筑面积11272.1㎡，功能主体为一个2500㎡的综合剧场，管乐、声乐、舞蹈、美术等艺术教学与训练课室和一个地下停车场。成美楼演出大厅定位以歌舞戏剧表演、合唱和音乐演奏为主，兼有报告会议的功能，在设计中重点保证歌舞戏剧与音乐演奏，以及会议语言清晰度，配备的扩声系统、灯光系统及舞台机械设备及其他相关系统能满足大中型演出的需要，并与舞台空间实际相适应。综合剧场兼有音乐歌舞戏剧，声学设计兼有扩声设计和自然声设计。观众厅共设有997个坐席，包括池座688座、楼座309座，每座容积为5.3立方米，满足歌剧话剧和多用途剧场的使用。[37]
- 《知识》雕像（钥匙妹）位于东校区中轴线之上，旧教学楼门前。是深圳中学主校道上的一座雕像，由深圳市裕侨实业股份有限公司、深圳市盛宝实业公司赠送。因其造型为三个少年分别手持书本、钥匙、球，被晒职学生亲切地称呼为“钥匙妹”。据闻，九十年代时钥匙妹已来到深圳中学。其造型可见于校卡、《走进深中》封面等处，许多学校重要活动的合影也选择在钥匙妹前拍摄。其与凤凰木、校猫、单元制、体系制等，同为深圳中学最重要的文化符号之一。[38]
- 修德楼（B楼） 原址为旧教学楼，于2017年建成，亦称综合楼。[39]修德楼建筑采用了门洞式的设计，中部的贯穿处沿用了校区入口大台阶的造型，设有宽大的名为“智慧之阶”的楼梯，正对钥匙妹与学校大门，并可经此直接进入学校内部（科学馆与新教学楼）。此设计打通了校区的中轴线，使得校区的交通流线更加的合理通透，并增强了校区中轴线的仪式感。修德楼的建筑外立面采用了橘红色的陶砖外墙，颜色名为“凤凰绾”，这个颜色以后也将成为深中的标志性色彩。
- 科学馆（C楼） 四面围合的天井式建筑，总建设面积达15000平方米，有40多间功能室，另外还作为实验体系及初中竞赛体系教学楼使用。[40]王铮时期，科学馆教室主要用作高二走课制的授课教室以及行政班集会时使用。每日放学后通往二楼的楼梯均会关闭，一楼的三间大教室则继续开放，作为高二年级夜间自习室使用。科学馆天井上方架设了雨棚，下方设有舞台（建于2007年），并陈设有一定数量的户外桌椅作为半室外活动用场地，用于游园会以及文化艺术节的文艺表演活动。
- 新教学楼（D楼）原址为劳技楼与小礼堂。目前为标准体系、荣誉体系和整体课程体系教学楼。
- 力行楼（原文体楼）2014年，原“文体楼”更名为“力行楼”。其一楼为篮球场，二楼为校史馆及乒乓球馆，三楼作为大型室内篮球馆及全校集会使用。
- 新体育馆 位于力行楼的北侧，C栋西侧。早年间为户外露天篮球场，后此处建设了建筑并用作食堂。2012年作为深圳中学总体改造二期工程的一部分，被改建为新体育馆使用。现一楼为羽毛球场及健身房，二楼为3个露天篮球场，并开设了新的天桥通往足球场。于2014年完工。总建筑面积2609㎡。[36]

##### 东校区已拆除建筑
2006-2007年，晒布路东校区部分教学楼因老化且容量有限，无法继续满足教学需求而被拆除。
- 小礼堂（阶梯教室）曾用于中等规模的年级集会，社团活动（如模拟联合国），以及文娱比赛（如十大歌手）用场地，于2007年拆除[41]。拆除后于原址建起了新教学楼。
- 劳技楼  位于科学馆东侧的教学楼，与美术楼并排，曾被用作劳技课教室，于2007年拆除。[41]
- 美术楼  位于科学馆东侧的教学楼，与劳技楼并排，曾被用作美术课教室，于2007年拆除。[41]
- 羽毛球场  位于旧教学楼，报告厅，与劳技楼之间的六个露天羽毛球场，曾被用作地理课观测太阳高度角实验的场地，于2007年拆除。
- 天桥 曾连接旧教学楼（B楼）2层，科学馆（C楼）2层，美术楼与劳技楼2层的露天天桥。于2006年拆除。

2015年12月，深圳中学东门校区总体改造四期工程正式动工。项目主要建设内容为：拆除经鉴定安全等级为Dsu级的食堂、教学楼、学生宿舍楼等，新建综合楼和学生宿舍等，新建建筑面积为34232平方米；将深圳中学泥岗校区专家楼和八号楼改造为单身教师宿舍，改造总建筑面积为5068平方米；道路、绿化等室外工程等。
- 旧办公楼（A楼）位于校区主入口东侧的一栋3层的小型办公楼，曾被用作校长办公室以及外教办公室。楼下设有小型的花园以及亭台，于2012年拆除。拆除后于原址建起了成美楼。
- 旧教学楼（B楼）深圳中学历史最为悠久的主教学楼，校舍迁至晒布岭后，经过数轮的补修工作一直维持至2015年。1楼设有媒体中心、学生事务中心、教师事务中心及部分国际体系选科教室，2楼为艺术科授课教室，3-4楼为国际体系，5楼为行政人员办公室，顶楼设有一小型的天文观测室。90年代初期，时任深圳中学高三年级教导主任的龚国祥在创办深圳外国语学校早期，曾借用旧教学楼以及劳技楼作为办学场地[44]。王铮时期，旧教学楼教室主要被用作高一的授课以及晚自习使用。2016年年初，作为东门校区总体改造四期工程的一部分，旧教学楼（B楼）被拆除[39]。同年年底于旧址新建的教学楼“修德楼”封顶[45]。
- 教工宿舍（食堂） 位于旧教学楼东部坡道的一侧，一层为学校食堂以及小卖部，以外包的形式向师生提供餐饮服务。二层以上为教工宿舍。紧邻校外居民区。
- 学生宿舍 一共有四栋，1栋（静园）与2栋（和园）相连，3栋独立，4栋为原教工宿舍12栋。学生宿舍实行男女分开住宿、管理。[46]
- 深中书屋 位于成美楼北侧的小型书店，售卖各种报刊杂志，教辅书以及工具书。

#### 已撤销校区

##### 西校区
西校區原為深圳市財經學校校址，财经学校异地合并成深圳信息职业技术学院之后，原校区于2002年移交至深圳中学。自2006年起，深圳中學人民北路書院街校區（簡稱西校區）成為普通高三年級學生及整体体系初一和初二年级的学生學習、生活的場所。2020年9月1日，西校区移交至深圳小学，作为深圳小学北校区使用，五、六年级学生在深圳小学北校区学习。
西校区在深圳中学使用期间，共有教學樓三幢，其中1號樓為理科生專用，2號樓為文科生專用，3號樓為教師辦公室，4號樓属于办公楼兼做教学使用，二层及三层属于深圳市教育局招生考试办公室，四至六层為整體教育實驗體系教室，5、6號樓作為住校生宿舍。另外，4號樓的七層及以上，為隸屬深圳市教育局的深圳招生考試辦公室的辦公場所。

### 初中部
深圳中学初中部校舍位于深圳市罗湖区贝丽南路46号，占地26602平方米，原为于1985年成立的洪湖中学，于1998年并入深圳中学，成为其初中部。
深圳中学初中部拆除扩建工程于2020年12月启动，2022年9月16日投入使用，总建筑面积约6.4万平方米。重建后的初中部延续泥岗校区的设计风格，建筑物采用橘红色的陶砖外墙，由致远楼（新教学楼）、格物楼（保留综合楼）、新建综合楼、风雨操场四大建筑群组成，可提供2400个初中学位。
- 致远楼（新教学楼） 共有6层，设有图书馆、普通教室、实验室、教师办公室等，致远楼采取合围式建筑设计及退台式建筑的中庭阶梯，打造多维度、多层次的立体花园。
- 格物楼（保留综合楼） 共有8层（含半地下1层），设有技术、美术、书法教室等活动功能教室及教师办公室，与致远楼通过连廊进行连接。
- 新建综合楼 共有4层，1、2层为学生食堂，可支持刷脸支付，3层为教师餐厅和学术报告厅，学术报告厅可容纳800人。
- 风雨操场 由初中部旧操场的基础上改建而成，采用架空式设计，地上层为标准足球场和跑道，地下层设有篮球场、羽毛球场、乒乓球场等。

初中部亦为深圳中学高中部的第二大生源中学。

### 高中园
深圳中学高中园位于深圳市深汕特别合作区赤石街道新联村与新城村交界处，是深圳市规模最大的高中园，由中国工程院院士孟建民带领团队设计，用地面积30.6万平方米，总建筑面积39.6万平方米，由“共享教学组团+3所独立校舍高中”组成，3所高中分别为科技高中、外语高中、实验高中，学位规模为198个班9900个学位，于2022年开工建设。
2023年，深圳中学高中园首所高中——深圳中学数理高中借址坪山区学校办学一学年，并开设首届“中科大—深中数理实验班”。

## 招生

### 初中部
深圳中学的初中部采取就近入学的原则。在2013年，年只要符合下列条件之一的小学毕业生可以进入深圳中学初中部就读：
1. 罗湖区户籍儿童，父（母）在深圳中学初中部招生地段内购房居住，户籍地址与房产证地址一致。
2. 在深圳中学初中部招生地段内购房居住，且经市台办和市、区教育主管部门批准在深就读的台商子女，或持有《深圳市海外人才留学居住证》、或市引智办《出国留学人员资格证明》（2001年及以前为《留学人员来深工作证明书》）人员等享受市政府优惠政策对象的子女。

### 高中部
作为深圳市直属的公办学校，深圳中学高中部一般通过深圳中考招收新学生，自从2011年开始，深圳中学也通过自主招生来招收学生。
| 年份   | 中考       | 中考     | 中考           | 中考     | 自主招生 | 特长生       | 特长生         | 特长生         |
| 年份   | 录取分数线 | 全市排名 | 择校录取分数线 | 招收班数 | 招收人数 | 录取分数线   | 体育类招收人数 | 艺术类招收人数 |
| ------ | ---------- | -------- | -------------- | -------- | -------- | ------------ | -------------- | -------------- |
| 2008年 | 669分      | 第2名    | 654分          |          | 不適用   |              |                |                |
| 2009年 | 654分      | 第3名    | 655分          | 18个班   | 不適用   | 500分至660分 | 12人           | 47人           |
| 2010年 | 657分      | 第3名    | 657分          | 18个班   | 不適用   | 500分至550分 | 12人           | 38人           |
| 2011年 | 659分      | 第3名    | 666分          | 18个班   | 100人    | 520分至550分 | 10人           | 39人           |
| 2012年 | 677分      | 第1名    | 675分          | 18个班   | 100人    | 530分至675分 | 12人           | 43人           |
| 2013年 | 684分      | 第1名    | 687分          | 18个班   | 100人    | 570分至580分 | 4人            | 43人           |
| 2014年 | 688分      | 第2名    | 702分          | 18个班   | 120人    | 530分至584分 | 7人            | 47人           |

自2015年起，深圳中考改用满分为460分的原始分并取消择校生，增加了“末位同分比较原则”。自2020年起，深圳中考自主招生方案进行了改革，分为一类自主招生计划（原“自主招生”）与二类自主招生计划（原“特长生”）。此外，自2020年起，经广东省教育厅批准，深圳中学开设“华为-深中数理实验班”（省班），面向深圳市以外广东省户籍的应届初中毕业生进行招生。最后，深圳中学曾于2020年短暂招收过仅一届“华为-深中数理实验班”（市班）。
| 年份   | 中考       | 中考                                     | 中考     | 中考       | 中考             | 中考      | 中考           | 中考          | 中考                           | 中考                           | 自主招生                                           | 招收班数 |
| 年份   | AC类       | AC类                                     | AC类     | D类        | D类              | D类       | 特长生         | 特长生        | 特长生                         | 特长生                         | 招收人数                                           | 招收班数 |
| 年份   | 录取分数线 | 末位同分比较条件                         | 全市排名 | 录取分数线 | 末位同分比较条件 | 全市排名  | AC类录取分数线 | D类录取分数线 | 体育类招收人数                 | 艺术类招收人数                 | 招收人数                                           | 招收班数 |
| ------ | ---------- | ---------------------------------------- | -------- | ---------- | ---------------- | --------- | -------------- | ------------- | ------------------------------ | ------------------------------ | -------------------------------------------------- | -------- |
| 2015年 | 439分      |                                          | 第2名    | 440分      |                  | 第2名     | 391分至431分   |               | 9人                            | 50人                           | 120人                                              | 16个班   |
| 2016年 | 439分      | 生物地理：97分                           | 第1名    | 441分      | 生物地理：97分   | 并列第1名 | 391分至435分   | 390分至418分  | 10人                           | 38人                           | 120人                                              | 16个班   |
| 2017年 | 434分      | 生物地理：98分                           | 第2名    | 436分      | 生物地理：100分  | 第1名     | 399分至430分   | 401分至422分  | 10人                           | 44人                           | 120人                                              | 16个班   |
| 2018年 | 435分      |                                          | 第1名    | 436分      | 生物地理：95分   | 第1名     | 395分至436分   | 396分至422分  | 10人                           | 55人                           | 120人                                              | 16个班   |
| 2019年 | 439分      | 生物地理：100分                          | 第1名    | 439分      | 生物地理：99分   | 第1名     | 395分至434分   | 396分至406分  | 10人                           | 55人                           | 120人                                              | 16个班   |
| 2020年 | 433分      | 生物地理：98分，综评：A，三科总分：277分 | 第1名    | 436分      | 生物地理：93分   | 第1名     |                |               | 二类自主招生计划（体育类11人） | 二类自主招生计划（艺术类68人） | 一类自主招生计划170人，省班计划40人，市班计划200人 | 43个班   |

自2021年起，深圳中考总分由460分改为610分，部分科目总分与构成方式发生了变化，并且道德与法治科目首次计入中考总分。此外，自2022年起，深圳中学开设“港澳子弟班”，面向全市招收参加深圳中考且符合划线录取资格的持有港澳台居民居住证或港澳台往来内地/大陆通行证的应届初中毕业生。
| 年份   | 中考       | 中考                                     | 中考     | 中考       | 中考                            | 中考     | 自主招生         | 自主招生         | 自主招生         | 自主招生         | 招收班数 |
| 年份   | AC类       | AC类                                     | AC类     | D类        | D类                             | D类      | 一类自主招生计划 | 一类自主招生计划 | 二类自主招生计划 | 二类自主招生计划 | 招收班数 |
| 年份   | 录取分数线 | 末位同分比较条件                         | 全市排名 | 录取分数线 | 末位同分比较条件                | 全市排名 | 拔尖创新班       | 港澳子弟班       | 体育类           | 艺术类           | 招收班数 |
| ------ | ---------- | ---------------------------------------- | -------- | ---------- | ------------------------------- | -------- | ---------------- | ---------------- | ---------------- | ---------------- | -------- |
| 2021年 | 576分      | 生物地理：96分，综评：A                  | 第1名    | 578分      | 生物地理：96分                  | 第1名    | 400人            | 无               | 21人             | 74人             | 40个班   |
| 2022年 | 572分      | 生物地理：97分，综评：B，三科总分：296分 | 第1名    | 573分      | 生物地理：95分                  | 第1名    | 360人            | 40人             | 25人             | 78人             | 38个班   |
| 2023年 | 574分      | 生物地理：97分，三科总分：295分          | 第1名    | 574分      | 生物地理：97分，三科总分：298分 | 第1名    | 360人            | 40人             | 39人             | 78人             | 38个班   |
| 2024年 | 574分      | 生物地理：97分，三科总分：295分          | 第1名    | 575分      | 生物地理：97分，三科总分：298分 | 第1名    | 400人            | 40人             | 39人             | 78人             | 38个班   |

## 办学成绩

### 学科竞赛
深圳中学自20世纪90年代开始鼓励和支持学生参与各项学科竞赛，范围涵盖数学、物理、化学、生物、计算机、天文等诸多学科。王铮校长上任后大力支持学生参与学科竞赛，配备专职竞赛教练进行教学。此后深圳中学平均每年均有学生代表中国参加国际学科竞赛并获奖项。王占宝校长上任后设立竞赛课程体系（后改称奥赛课程体系，现为荣誉课程体系），将奥林匹克竞赛培训课程纳入校本选修课内进行规范管理，并对参与学生赋予相应荣誉学分和学分积点，出台《深圳中学高端学术活动管理办法》。
深圳中学每年均有数十位学生因为在学科竞赛中的表现，获得北京大学、清华大学、中国科学技术大学等顶尖大学的保送录取和降分优惠。其中部分学生前往美国哈佛大学、普林斯顿大学、斯坦福大学、麻省理工学院等知名高校深造学习。
| 时间 | 科目 | 姓名   | 奖项                                                       | 教练          |
| ---- | ---- | ------ | ---------------------------------------------------------- | ------------- |
| 1998 | 数学 | 韩嘉睿 | 第39届国际数学奥林匹克竞赛金牌                             | 尚强 郭胜宏   |
| 2004 | 化学 | 薛明宇 | 第36届国际化学奥林匹克竞赛金牌                             | 杨平          |
| 2006 | 数学 | 康嘉引 | 第47届国际数学奥林匹克竞赛金牌                             | 张承宇        |
| 2006 | 化学 | 曾毅   | 第38届国际化学奥林匹克竞赛金牌                             | 杨平          |
| 2006 | 物理 | 熊鑫   | 第 7 届亚洲物理奥林匹克竞赛金牌                            | 熊新家        |
| 2007 | 物理 | 简超明 | 第38届国际物理奥林匹克竞赛金牌                             | 姚学林 熊新家 |
| 2007 | 数学 | 王烜   | 第48届国际数学奥林匹克竞赛金牌                             | 张承宇        |
| 2009 | 物理 | 熊照熙 | 第10届亚洲物理奥林匹克竞赛金牌                             | 姚学林 熊新家 |
| 2009 | 物理 | 熊照熙 | 第40届国际物理奥林匹克竞赛金牌                             | 姚学林 熊新家 |
| 2009 | 化学 | 黄昕晨 | 第41届国际化学奥林匹克竞赛金牌                             | 汪进阳        |
| 2010 | 物理 | 肖相如 | 第11届亚洲物理奥林匹克竞赛国家代表队队员（全队因故未参赛） | 姚学林 熊新家 |
| 2012 | 物理 | 林颢达 | 第13届亚洲物理奥林匹克竞赛金牌                             | 姚学林 吴长江 |
| 2012 | 物理 | 林颢达 | 第43届国际物理奥林匹克竞赛金牌                             | 姚学林 吴长江 |
| 2012 | 化学 | 傅天任 | 第44届国际化学奥林匹克竞赛金牌                             | 汪进阳        |
| 2014 | 数学 | 周韫坤 | 第55届国际数学奥林匹克竞赛金牌                             | 姚亮 张承宇   |
| 2014 | 物理 | 彭昌南 | 第15届亚洲物理奥林匹克竞赛金牌                             | 姚学林        |
| 2018 | 物理 | 杨天骅 | 第49届国际物理奥林匹克竞赛金牌                             | 熊志松        |
| 2018 | 物理 | 薛泽阳 | 第49届国际物理奥林匹克竞赛金牌                             | 吴长江 涂道广 |
| 2018 | 化学 | 聂翊宸 | 第50届国际化学奥林匹克竞赛金牌                             | 孙剑鹏        |
| 2021 | 数学 | 冯晨旭 | 第62届国际数学奥林匹克竞赛金牌                             | 教练团队      |
| 2021 | 数学 | 彭也博 | 第62届国际数学奥林匹克竞赛金牌                             | 教练团队      |
| 2023 | 数学 | 姜志城 | 第64届国际数学奥林匹克竞赛金牌                             | 金春来        |
| 2023 | 化学 | 孙昊喆 | 第55届国际化学奥林匹克竞赛金牌                             | 陈亚玲        |

### 国内升学
深圳中学在国内升学方面一直处于省内优势地位。
| 年份   | 考入北京大学人数 | 考入清华大学人数 | 年度口号       | 高分情况 | 综合情况 | 综合情况                      | 综合情况                      |
| 年份   | 考入北京大学人数 | 考入清华大学人数 | 年度口号       | 高分情况 | 重点率   | 中大率                        | 华工率                        |
| ------ | ---------------- | ---------------- | -------------- | --- | -------- | ----------------------------- | ----------------------------- |
| 2010年 | 20人             | 13人             | 未知           | 市理科状元周晓磊；理科700分以上占全市70%、理科690分以上占全市43%、理科681分以上占全市38%、文科650分以上占全市23%，均为全市第一 | 71.0%    | 无                            | 无                            |
| 2011年 | 13人             | 11人             | 未知           | 省理科状元钱鹏宇；市文科状元陈霜阳；理科全省前10有1人、前100有10人、前300有35人，全省第一 | 78.8%    | 无                            | 无                            |
| 2012年 | 24人             | 17人             | 2012，独一无二 | 理科屏蔽生2人；文科屏蔽生2人；理科全省前100有11人、前300有18人，全省第一；保送北大12人（占全省50%）、清华9人（占全省36%），人数均为全省第一 | 77.9%    | 无                            | 无                            |
| 2013年 | 21人             | 13人             | 2013，一览众山 | 理科屏蔽生1人；文科屏蔽生1人；理科全省前100有8人、前200有15人、前300有23人，全省第一；文科全省前200有7人，全市第一 | 81.7%    | 无                            | 无                            |
| 2014年 | 15人             | 9人              | 2014，浩然之气 | 理科全省前100有4人，全市第一；文科全省前50有3人，全市第一；北大保送2人、18人获降分录取（总数全省第一）；清华保送1人、12人获降分录取（总数全省第一）                                                                                                 | 84.5%    | 37.9%                         | 43.2%                         |
| 2015年 | 7人              | 14人             | 2015，生龙活虎 | 市理科状元冯嘉嘉；理科全市前10有7人；理科全省前10有1人、前50有5人、前100有8人、前200有16人、前300有21人，均为全市第一 | 85.8%    | 35.4%                         | 43.7%                         |
| 2016年 | 12人             | 10人             | 2016，一挥而就 | 理科屏蔽生1人；文科屏蔽生1人；理科全省前100有9人、前200有18人、前300有32人，均为全省第一；文科全省前100有8人、前200有13人、前300有21人，均为全省第一                                                                                                | 94.1%    | 41.0%                         | 52.0%                         |
| 2017年 | 17人             | 13人             | 2017，绝尘一骑 | 理科屏蔽生2人，文科屏蔽生1人；理科全省前50有10人、前100有13人、前200有25人，均为全省第一；文科全省前50有2人、前100有6人、前200有12人 | 95.3%    | 51.1%                         | 57.4%                         |
| 2018年 | 15人             | 11人             | 2018，厚积薄发 | 未公布 | 95.3%    | 47.5%                         | 52.5%                         |
| 2019年 | 19人             | 11人             | 2019，独占鳌头 | 理科屏蔽生4人；文科屏蔽生2人；理科全省前100有10人、前200有23人、前300有30人、前500有50人，均为全省第一；文科全省前100有5人 | 96.7%    | 53.9%                         | 57.5%                         |
| 2020年 | 15人             | 17人             | 2020，山登绝顶 | 理科屏蔽生2人；文科屏蔽生1人；理科全省前100有9人，全省第一；文理全省前100有13人、前200有23人、前300有32人，全省第一 | 98.6%    | 60.0%                         | 68.2%                         |
| 2021年 | 13人             | 28人             | 2021，惟精惟一 | 物理类屏蔽生3人；历史类屏蔽生1人；物理类全省前50有7人、前100有12人、前200有25人、前300有43人、前400有54人、前500有61人、前1000有98人，均为全省第一；历史类全省前50有2人、前100有5人、前200有8人、前500有19人                                        | 99.4%    | 60.0%                         | 75.0%                         |
| 2022年 | 26人             | 21人             | 2022，当执牛耳 | 物理类屏蔽生2人；历史类屏蔽生1人；物理类全省前20有5人、前50有10人、前80有16人、前100有20人、前200有30人、前200有30人、前300有41人、前500有62人、前1000有103人，均为全省第一；历史类全省前30有2人、前100有7人、前200有11人、前300有16人、前500有19人 | 未公布   | 72.0%                         | 74.2%                         |
| 2023年 | 27人             | 22人             | 2023，一马当先 | 物理类屏蔽生1人，历史类屏蔽生1人；物理类全省前100有15人、前200有25人、前300有33人、前500有58人，均为全省第一；历史类全省前100有11人、前200有24人、前300有31人、前500有46人，均为全省第一                                                            | 未公布   | 未公布                        | 未公布                        |
| 2024年 | 31人             | 33人             | 2024，凌云壮志 | 物理类全省前100有17人、前200有32人、前300有46人、前500有76人、前1000有146人，均为全省第一；历史类全省前100有14人、前200有21人，均为全省第一 | 99.1%    | 物理类600分率80.3%，整体78.6% | 物理类600分率80.3%，整体78.6% |

### 国际升学
深圳中学在国际升学方面历史悠久、声誉卓著，自2009年9月整合相关资源明确设立出国体系以来，不断发展，现已成为深圳地区、华南地区乃至全国范围内的公立高中国际部领头羊。自2010年起，历年申请结果如下：
- 2010年：陈炜欣被麻省理工学院录取（大陆地区仅5位），成为深中首位考入麻省理工学院的学生。76位学生被包括美国麻省理工学院、宾夕法尼亚大学沃顿商学院等在内的世界著名大学录取[111][134]
- 2011年：朱尚然同学被美国常青藤盟校——美国普林斯顿大学和布朗大学录取。截至2011年2月，52人被前50名美国大学或文理学院录取（其中5人分别被英国、日本、加拿大前5名的大学录取），奖学金总额两百多万美元[135]
- 2012年：90名深中学生收到美国著名大学的录取通知352个，其中包括耶鲁大学、哥伦比亚大学、宾夕法尼亚大学、斯坦福大学、杜克大学、西北大学、康奈尔大学、布朗大学等的录取通知17个[114][136]
- 2013年：刘於熙被美国加州理工学院录取，为我校首位。截至4月2日，深中学子已收到了来自哥伦比亚大学、芝加哥大学、斯坦福大学、麻省理工学院、杜克大学、加州理工学院、西北大学、华盛顿圣路易斯、霍普金斯大学、布朗大学、康奈尔大学、波莫纳学院、罗德岛艺术与设计学院、墨尔本大学、悉尼大学、多伦多大学等包括美国、加拿大、澳大利亚多所顶尖大学和学院的录取通知。在今年进行申请的127名高三同学中，已有103名同学被美国、加拿大、澳大利亚等国家排名前50的大学和学院录取，申请到的奖学金总额超过300万美金。有23名学生被美国排名前10的大学、学院、常春藤学校及艺术类院校录取[137][138]
- 2014年：截至4月3日，138名深中学子已收到了来自哥伦比亚大学、芝加哥大学、斯坦福大学、宾夕法尼亚大学、杜克大学、西北大学、康奈尔大学、牛津大学、悉尼大学、多伦多大学等包括美国、英国、加拿大、澳大利亚多所顶尖大学和学院的611份录取通知，申请到的奖学金总额超过340万美元。其中，申请美国方向的126名高三同学中，有12名学生被美国排名前10的大学、学院、常春藤学校及艺术类院校录取，有64名同学被美国排名前30的大学和学院录取，有115名同学被美国排名前50的大学和学院录取[139]
- 2015年：我校有18位同学被哥伦比亚大学、斯坦福大学、麻省理工学院和杜克大学等美国前10的大学录取，约占我校所有申请美国学生的10%，66名学生被前30名的美国大学录取，176名同学被前50名的美国大学录取，占比达到了90%。此外，学生收到的奖学金总额为357.48万美金[140]
- 2016年：今年深圳中学申请美国大学的总人数为160人，有13位同学被排名前十的美国综合性大学、文理学院和艺术院校录取，其中有5人进入了常春藤院校。有35位同学被排名前20的院校录取，72位同学被排名前30的学校录取，143名同学被排名前50的美国大学录取。2016届申请海外大学的学生收到的奖学金总额为356.684万美元、4万欧元和6千加币[141]
- 2017年：邵卓涵被哈佛大学录取，为我校首位。麻省理工学院录取了2名深中学生，占大陆地区40%。加州理工学院录取了2名深中学生，占大陆地区33%。10位深中学子收到了美国常春藤大学发放的13份录取通知。美国排名前10的学校录取了17名深中学生，发放了23份录取通知；美国排名前20的学校录取了46名深中学子，发放了74份录取通知；美国排名前30的学校录取了84名深中学子，发放了173份录取通知；在申请美国方向的191名同学中，有179名同学取得了美国排名前50学校的录取通知，占比94%。除了传统申请方向美国，世界各国的顶尖名校牛津大学、剑桥大学、墨尔本大学、悉尼大学、香港大学等也纷纷向深中学子伸出橄榄枝[142][143][144]
- 2018年：排名前10的美国大学录取了9名深中学子，发放了16份录取通知书；排名前50的美国大学录取了150名深中学子，发放了413份录取通知；哈佛大学等美国常春藤大学共录取了9名深中学子，发放了12份录取通知书，占广东省50%。英国牛津大学、剑桥大学录取了7名深中学子[145]
- 2019年：在申请美国方向的136名学生中，常春藤大学录取7人，其中布朗大学1人，康奈尔大学6人；美国前10高校录取8人，其中斯坦福大学1人、芝加哥大学1人、西北大学1人、约翰霍普金斯大学3人；美国前30高校录取91人，录取率67%，共发放了136份录取通知，其中加州大学伯克利分校7人、卡耐基梅隆大学4人；美国前50高校录取127人，录取率93.3%，共发放了403份录取通知。在英国方向，牛津大学和剑桥大学录取5人、帝国理工学院录取7人、伦敦政治经济学院录取2人、伦敦大学学院录取17人，英国G5大学共录取26人[146]
- 2020年：美国前10综合大学及文理学院向7位深中学子发放了11份录取通知，常春藤大学向6位深中学子发放了7份录取通知，其中，耶鲁大学录取1人、斯坦福大学录取1人、芝加哥大学录取2人、约翰霍普金斯大学录取2人、西北大学录取1人、杜克大学录取1人、康奈尔大学录取4人。在英国方向，G5超级精英大学向34位深中学子发放了43份录取通知，其中，牛津大学录取4人、剑桥大学录取2人、帝国理工学院录取11人、伦敦大学学院录取17人
- 2021年：今年深中国际部学生总数为95人。美国排名前10的综合性大学和文理学院中，有12名深中学子获得了来自哈佛大学、哥伦比亚大学、耶鲁大学、芝加哥大学、麻省理工学院等知名学府的13封录取通知，其中有5所常春藤大学为6位深中学子发放了6封录取通知。美国排名前30综合大学和文理学院录取56名深中学子，占美本申请总人数86人的65.1%；美国排名前50综合大学和文理学院录取82名深中学子，占美本申请总人数86人的95.3%。在英国方向，3名同学获牛津大学录取、1名同学获剑桥大学录取，共有26名同学获得来自4所G5超级精英学校的录取通知，占英国方向申请人数49人的53%[147]
- 2022年：常春藤大学共录取8人，美国前10大学及文理学院录取13人，全国第三，其中，普林斯顿大学录取1人、耶鲁大学录取2人、斯坦福大学录取2人、芝加哥大学录取4人、宾夕法尼亚大学录取2人、约翰霍普金斯大学录取4人、康奈尔大学录取4人。在英国方向，牛津大学和剑桥大学录取3人，G5超级精英大学录取22人[148]

## 主要活动

### 游园会

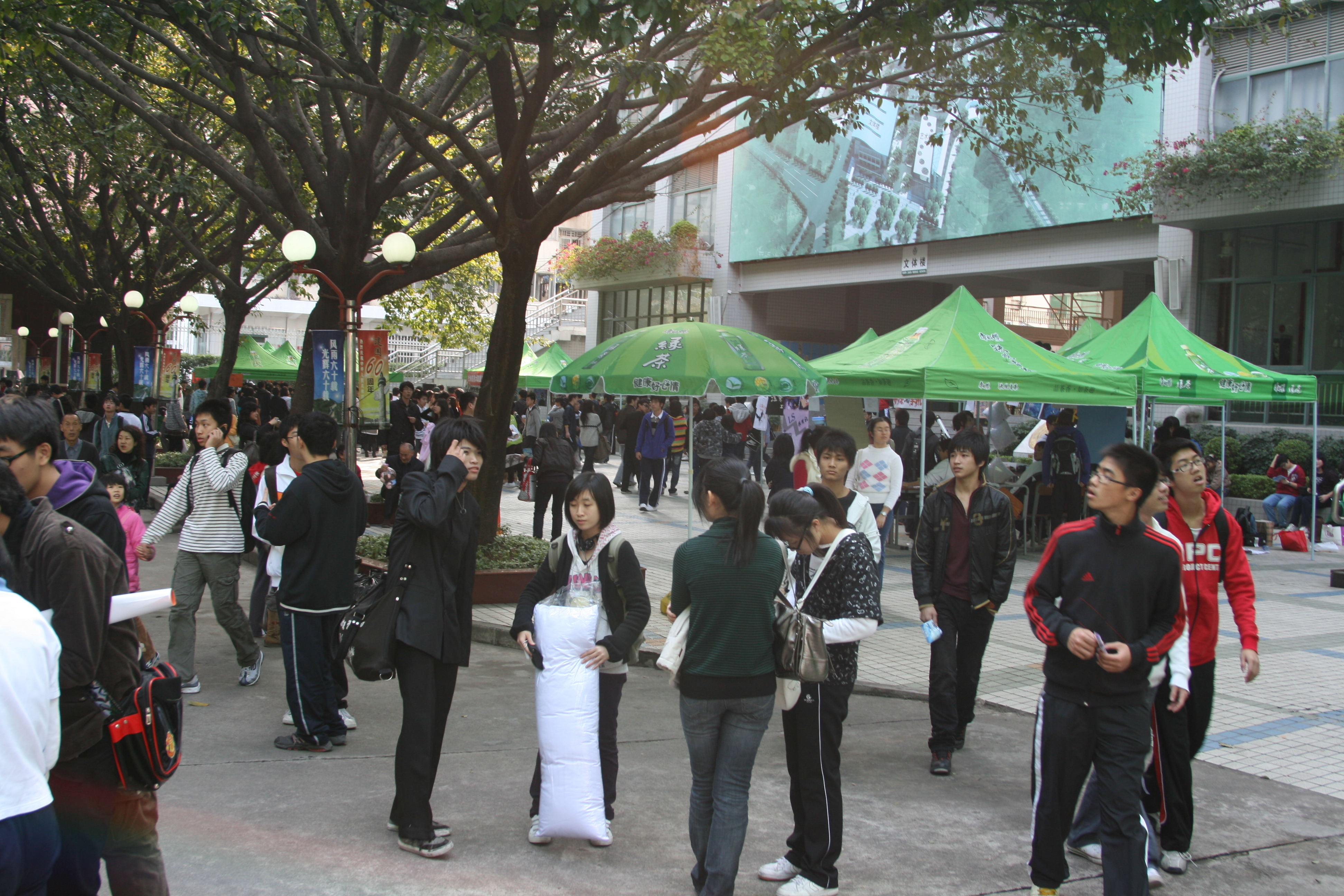
2010年深中游园会

深圳中学游园会是由学生自主组建、以摊位及舞台表演为主的迎新嘉年华。首届游园会自2004年开始，于每年1月1日举办，为期一天并向全社会开放，吸引了大量师生，深中校友以及市民前往，每届总参与人数均高达上万人次。值得一提的是，游园会的经费并不来自于校内，而是来自于外部的企业赞助。与赞助企业的合作洽谈事宜全部由学生会的相关部门自主完成。
游园会期间，来自深圳市各大院校的学生齐聚于深圳中学晒布路东校区，开设各种摊位并兜售各种学生原创的手工艺品，徽章，海报，书刊杂志等。除此之外，游园会亦设有游戏摊位提供互动小游戏，以及餐饮摊位提供各种小吃。为了方便管理，所有的交易均不接受现金，而是需要兑换代币“深中币”来完成交易。
除了各式摊位，每届游园会亦会于钥匙妹以及科学馆天井处搭设舞台，提供给各校报名的学生以及社团开展表演活动。节目类型包含歌曲话剧，器乐演奏，街舞，拉丁舞，魔术，Cosplay等。
受2019冠状病毒病疫情影响，自2021年起，深圳中学游园会连续两届取消对全社会开放，改为仅对深圳中学初中部与高中部全体学生及教职工开放。外校摊主、摊位工作人员及舞台节目表演者仍可向学生活动中心提交身份信息并凭相关证件正常入场。2023年，游园会重新面向全社会开放。

## 教育共同体
为共享教育资源和顺应集团化办学趋势，深圳中学与在深圳各区及河源市创办的多所附属学校（集团）组成“深圳中学教育共同体”，并由深圳中学派遣人员参与管理成员学校的运作。截至2024年，深圳中学教育共同体的其他成员学校如下。

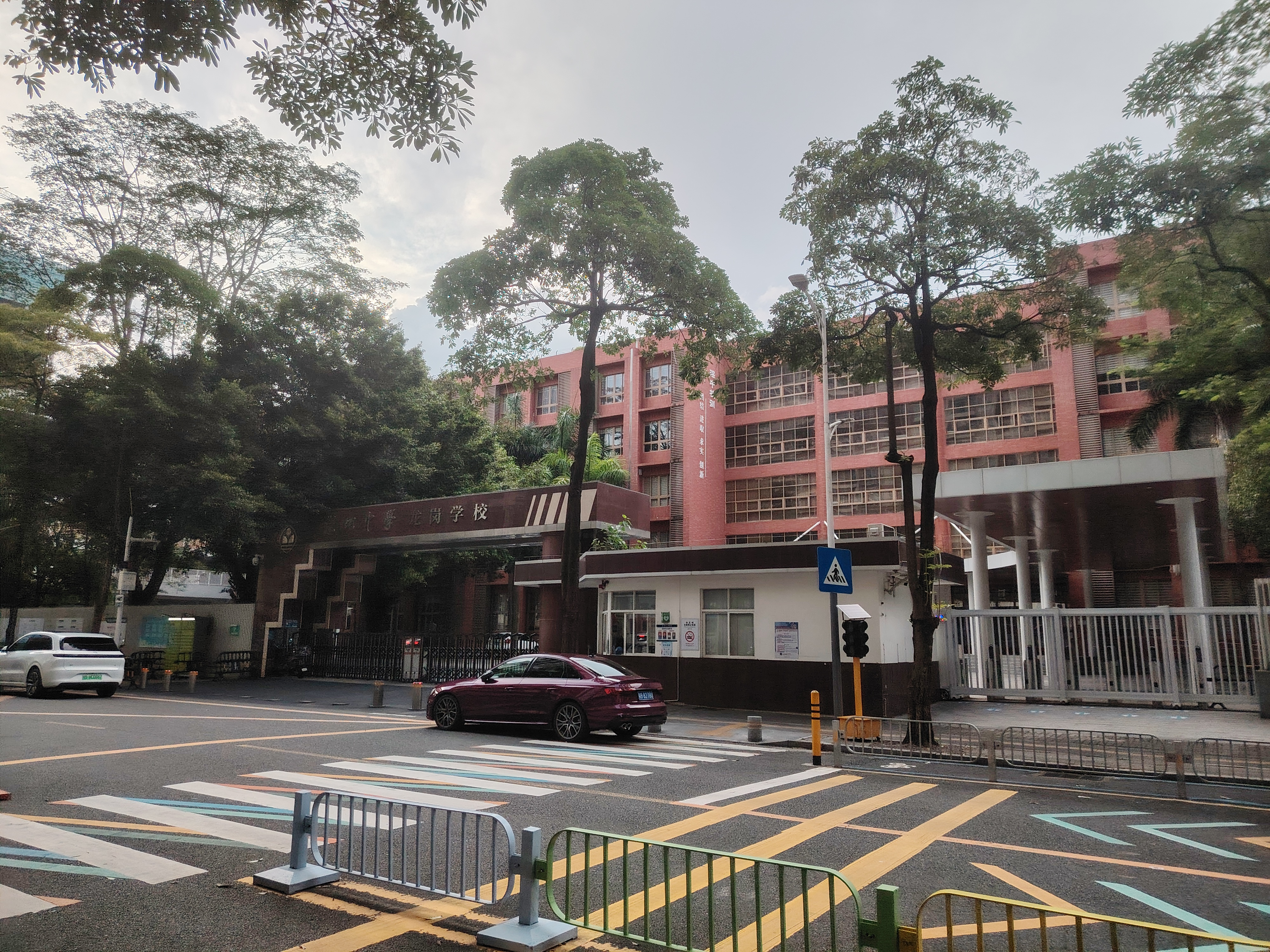
深中龙岗学校大门

| 办学形式     | 学校名称                 | 学校类型       | 成立时间                                                                | 校园地址 |
| ------------ | ------------------------ | -------------- | ----------------------------------------------------------------------- | --- |
| 私立学校     | 深圳亚迪学校             | 九年一贯制学校 | 2003年5月                                                               | 深圳市大鹏新区葵涌街道延安路2号 |
| 私立学校     | 万科梅沙书院             | 高级中学       | 2015年6月                                                               | 深圳市盐田区梅沙街道环梅路33号 |
| 托管公立学校 | 深圳中学河源实验学校     | 初级中学       | 2018年4月                                                               | 河源市源城区永泰路217号 |
| 托管公立学校 | 深圳中学南山创新学校     | 九年一贯制学校 | 学校创办：2017年9月 加入共同体：2018年5月                               | 深圳市南山区西丽街道打石一路221号 |
| 托管公立学校 | 深圳中学坪山创新学校     | 九年一贯制学校 | 2021年8月                                                               | 深圳市坪山区石井街道石井社区玉田路2号 |
| 托管公立学校 | 深圳中学梅香学校         | 九年一贯制学校 | 学校创办：2020年9月 加入共同体：2022年5月                               | 深圳市福田区梅林街道梅亭路3号 |
| 托管公立学校 | 深圳中学光明科学城学校   | 九年一贯制学校 | 2023年9月                                                               | 深圳市光明区凤凰街道甲子塘社区 |
| 托管公立学校 | 深圳中学大鹏学校         | 九年一贯制学校 | 2023年9月                                                               | 深圳市大鹏新区大鹏街道鹏毅南路6号 |
| 托管公立学校 | 深圳中学龙华学校         | 九年一贯制学校 | 2024年9月                                                               | 深圳市龙华区工业东路164号 |
| 托管教育集团 | 深圳中学龙岗学校（集团） | 基础教育集团   | 龙岗中学创办：2013年9月 龙岗小学创办：2014年9月 教育集团成立：2022年7月 | 龙岗中学：深圳市龙岗区龙城街道爱心路130号 龙岗小学：深圳市龙岗区龙城街道怡翠路202号 兰著学校：深圳市龙岗区龙城街道协同路1号 依山郡小学：深圳市龙岗区愉龙路227号 |

## 历任校长
截至2024年，深圳中学高中部共有校长18任，共计17人。以下为所有校长列表：
| 任数   | 姓名   | 职务           | 任期                 | 备注                                                 |
| ------ | ------ | -------------- | -------------------- | ---------------------------------------------------- |
| 第1任  | 陈赞枢 | 校长           | 1947年9月—1949年8月  | 首任校长                                             |
| 第2任  | 何恩明 | 校长           | 1949年9月—1952年8月  |                                                      |
| 第3任  | 王炳文 | 副校长         | 1952年9月—1955年4月  | 由副校长主持工作                                     |
| 第4任  | 黎暖   | 校长           | 1955年5月—1957年2月  |                                                      |
| 第5任  | 郑鉴枢 | 校长           | 1957年3月—1967年8月  |                                                      |
| 第6任  | 李煌清 | 革命委员会主任 | 1967年9月—1973年8月  | 文化大革命时期，深圳中学成立革命委员会               |
| 第7任  | 何耀   | 校长           | 1973年9月—1974年8月  |                                                      |
| 第8任  | 郑鉴枢 | 校长           | 1974年9月—1980年8月  | 二次出任校长                                         |
| 第9任  | 陈贤宏 | 副校长         | 1980年9月—1984年8月  | 由副校长主持工作                                     |
| 第10任 | 梁琼和 | 校长           | 1984年9月—1988年12月 |                                                      |
| 第11任 | 刘运生 | 校长           | 1989年1月—1990年8月  |                                                      |
| 第12任 | 何恭伦 | 校长           | 1990年9月—1993年8月  |                                                      |
| 第13任 | 邓继新 | 校长           | 1993年9月—1998年9月  |                                                      |
| 第14任 | 刘卓鸣 | 副校长         | 1998年10月—2002年3月 | 由副校长主持工作                                     |
| 第15任 | 王铮   | 校长           | 2002年3月—2010年2月  | 后转任北京大学附属中学校长                           |
| 第16任 | 王占宝 | 校长           | 2010年4月—2016年2月  | 原任南京师范大学附属中学校长，后因身体原因提前退休   |
| 第17任 | 赵立   | 校长           | 2016年2月—2016年12月 | 原任深圳市第二实验学校校长，后提任深圳市教育局副局长 |
| 第18任 | 朱华伟 | 校长           | 2016年12月至今       | 现任校长                                             |

## 杰出校友
- 刘保罗2018届：美籍华裔学者，美国哈佛大学差分隐私研究院创始人
- 刘若鹏2002届：深圳光启高等理工研究院院长
- 王梓权2002届：深圳小象科技有限公司执行董事
- 赵润龙2002届：网利宝金融董事、首席执行官 （涉嫌金融犯罪遭立案调查中[160]）
- 马化腾1989届：腾讯公司首席行政官，其他同期的几位创始人陈一丹，张志东，许晨晔均为深中1989届校友
- 凌国庆1989届：深圳市李朗业兴实业公司董事、总经理
- 区绮汶1984届：深圳侨商协会副会长，玛莎集团有限公司董事长
- 廖宇波1979届：广东省青少年基金会副会长，深圳市书香门第投资有限公司董事长
- 罗宜惠1972届：深圳市凯源实业公司总经理
- 黄小抗1967届：嘉里建设(中国)有限公司董事、总经理
- 陈沛球1966届：沙井蚝四社区总支书记，经济发展有限公司董事长
- 刘日兴1956届：中国改革风云人物，深圳市坂田实业股份有限公司董事长

## 备注
1. ↑  指当年高考分数达到重点本科在广东最低录取线的考生人数占全校所有考生的比例
2. ↑  指当年高考分数达到中山大学在广东最低录取线的考生人数占全校所有考生的比例
3. ↑  指当年高考分数达到华南理工大学在广东最低录取线的考生人数占全校所有考生的比例
4. ↑  为避免炒作，自2012年起，广东省高考采取“屏蔽生”制度，全省名列前茅的考生的成绩与排位将延后公布，实际操作过程中，因年份不同，屏蔽生规模在全省前5到前20不等
5. ↑  自2014年起，取消奥赛保送制度